# Rolf Nikel
Rolf Wilhelm Nikel (ur. 22 lipca 1954 we Frankfurcie nad Menem) – niemiecki dyplomata. W latach 2014–2020 ambasador Republiki Federalnej Niemiec w Polsce.

## Życiorys
Po odbyciu zasadniczej służby wojskowej, w latach 1974–1979 odbył studia politologiczne, ekonomiczne i prawa międzynarodowego we Frankfurcie, Durham N.C. i Paryżu. Następnie w latach 1980–1982 przygotowywał się do służby zagranicznej wyższego stopnia w Auswärtiges Amt, gdzie w latach 1982–1983 pracował jako referent w referacie ds. ZSRR. W latach 1983–1986 pracował w Ambasadzie Niemiec w Moskwie, a następnie w Ambasadzie w Nairobi (1986–1989). W latach 1989–1994 był zastępcą kierownika Referatu ds. Europy Wschodniej, byłego ZSRR i Bałkanów w Urzędzie Kanclerza Federalnego.
W latach 1994–1996 Nikel przebywał we Francji we francuskim Ministerstwie Spraw Zagranicznych, a od 1996 do 1998 był zastępcą kierownika Wydziału Politycznego Ambasady Niemiec w Paryżu. W 1998 powrócił do Urzędu Kanclerza Federalnego, a następnie wziął udział Fellowship-Program Uniwersytetu Harvarda (2001–2002). W latach 2002–2005 był kierownikiem Wydziału Politycznego Ambasady Niemiec w Waszyngtonie. Po powrocie do Niemiec w latach 2005–2011 pracował w Urzędzie Kanclerza Federalnego. W latach 2011–2014 pełnił funkcję Pełnomocnika Rządu Federalnego ds. Rozbrojenia i Kontroli Zbrojeń.
15 kwietnia 2014 jako ambasador Republiki Federalnej Niemiec w Polsce złożył listy uwierzytelniające na ręce prezydenta Bronisława Komorowskiego.
W 2015 odznaczony Komandorią Missio Reconciliationis, a w 2020 Krzyżem Komandorskim Orderu Zasługi Rzeczypospolitej Polskiej.
Od 2022 roku wiceprezydent Niemieckiego Instytutu Spraw Polskich.